# Герб Клайпедського повіту

Герб Ягеллонів

Герб Клайпедського повіту (лит. Klaipėdos apskritis herbas) — символ сучасного адміністративно-територіального утворення в Литовській республіці Клайпедського повіту. 

## Історія
Герб Клайпедського повіту затверджено Декретом президента Литви за № 145 від 7 липня 2004 року.
Автор еталонного герба — художник Арвідас Каждайліс.

## Опис (блазон)
У червоному полі зі срібної хвилястої основи виходить золота мурована стіна, над якою три вежі зі стіжковими дахами, у середньої вищої є срібне аркове вікно і такий же хрест на шпилі, у бічних вежах — срібні кулі на верхівках; на синій облямівці десять золотих литовських подвійних хрестів.

## Зміст
Сюжет герба з міськими укріпленнями походить з печатки фогта Клайпеди за 1271 рік. Червоний і золотий кольори взяті з герба міста Клайпеди. Срібна хвиляста основа вказує на розташування повіту над Балтійським морем. Срібло також вказує, що майже половину території повіту становлять землі історичної Жмуді (Жемайтії).
Синя облямівка з десятьма ягеллонськими хрестами (хрестами з чотирма раменами) — загальний елемент для гербів повітів Литви. Ягеллонський хрест символізує Литву, число 10 вказує на кількість повітів, золото в синьому полі — традиційні кольори ягеллонського хреста.